# Saturns Pattern
Saturns Pattern è il dodicesimo album in studio da solista del musicista britannico Paul Weller, pubblicato nel 2015. 

## Tracce
1. White Sky – 4:56
2. Saturns Pattern – 3:24
3. Going My Way – 4:15
4. Long Time – 2:12
5. Pick It Up – 6:16
6. I'm Where I Should Be – 3:26
7. Phoenix – 5:56
8. In the Car... – 4:44
9. These City Streets – 8:24